# أليكس غراي (كاتبة)
أليكس غراي (بالإنجليزية: Alex Gray)‏ هي كاتِبة بريطانية، ولدت في 27 مايو 1950 في غلاسكو في المملكة المتحدة.

## وصلات خارجية
- الموقع الرسمي
- أليكس غراي على موقع ميوزك برينز (الإنجليزية)